# San Gregorio da Sassola
San Gregorio da Sassola ist eine italienische Gemeinde in der Metropolitanstadt Rom in der Region Latium mit 1422 Einwohnern (Stand 31. Dezember 2023). Sie liegt 46 Kilometer östlich von Rom.

## Geographie
San Gregorio da Sassola liegt auf einem Bergrücken, einem Ausläufer des Monte Pagliaro (948 m), in den Monti Prenestini. Die Gemeinde ist Mitglied der Comunità Montana Monti Sabini e Tiburtini.

## Geschichte
In der Antike soll die Stadt der Aequer Aefulae im Gemeindegebiet von San Gregorio gelegen haben. Sie gehörte zu den Orten, die sich im Zuge des sogenannten Latiner-Krieges 340 – 338 v. Chr. erfolglos gegen Rom erhoben. Titus Livius schrieb, dass die Römer 207 v. Chr. in Aefulae eine Garnison Soldaten stationiert hatten, um Hannibal aufzuhalten. Plinius der Ältere berichtet aber bereits, dass Aefula verlassen war. Stattdessen entstand jedoch eine Reihe von Villen reicher Römer in deren Gebiet.
In der Völkerwanderungszeit zog sich die Bevölkerung in befestigte Orte zurück. Hier war es das Castello Faustiniano, das über einer Villa der römischen Kaiserin Faustina errichtet worden sein soll: Von ihm sind noch Ruinen im Ortsteil Colle Faustiniano sichtbar. 587 schenkte Papst Gregor I. dem Kloster Sant’Andrea al Celio in Rom ein Anwesen, aus dem bis ins 12. Jahrhundert das Castello San Gregorio entstand, in das die Bewohner des Castello Faustiniano mit der Zeit umsiedelten. Ab 1300 war San Gregorio zwischen den Adelsfamilien Colonna und Orsini umstritten.
1567 verkaufte Giordano Orsini San Gregorio an den Kardinal Prospero Santacroce, der die Burg ausbauen ließ, aber auch die Bewohner des Ortes brutal ausbeutete. Die Erben des Kardinals verkauften San Gregorio ihrerseits für 130.000 Scudi an Lotario II. Conti, Herzog von Poli, und dieser für die gleiche Summe 1632 an die Familie Barberini.
1655 erwarb Kardinal Carlo Pio di Savoia den Ort. Nach der Pest 1656 siedelte er Familien aus dem oberen Latium in der neu gegründeten Vorstadt Borgo Pio an; außerdem ließ er das Kloster Santa Maria Nova renovieren. San Gregorio blieb bis 1855 im Besitz der Savoia. Nach mehreren Besitzerwechseln kam es 1889 ins Eigentum des Fürsten Salvatore Brancaccio und seiner Gattin Maria Elisabetta, einer reichen Amerikanerin, die eine Mitgift von einer Million Dollar in die Ehe einbrachte. 1920 erwarb die Gemeinde den größten Teil des Grundbesitzes der Fürsten, doch die Burg wurde erst 1991 von der letzten Besitzerin, der Fürstin Fernanda Brancaccio-Ceccarelli, an die Gemeinde verkauft.
Im Zweiten Weltkrieg wurde San Gregorio 1943 von deutschen Truppen besetzt und am 4. Juni 1944 von den Alliierten bombardiert.

## Bevölkerungsentwicklung
| Jahr      | 1881 | 1901 | 1921 | 1936 | 1951 | 1971 | 1991 | 2001 |
| --------- | ---- | ---- | ---- | ---- | ---- | ---- | ---- | ---- |
| Einwohner | 1230 | 1858 | 1712 | 1924 | 1957 | 1514 | 1499 | 1444 |

Quelle: ISTAT

## Politik
Franco Carocci wurde am 11. Juni 2016 zum Bürgermeister bestimmt.

### Partnerstadt
- Hammonton, New Jersey

## Sehenswürdigkeiten

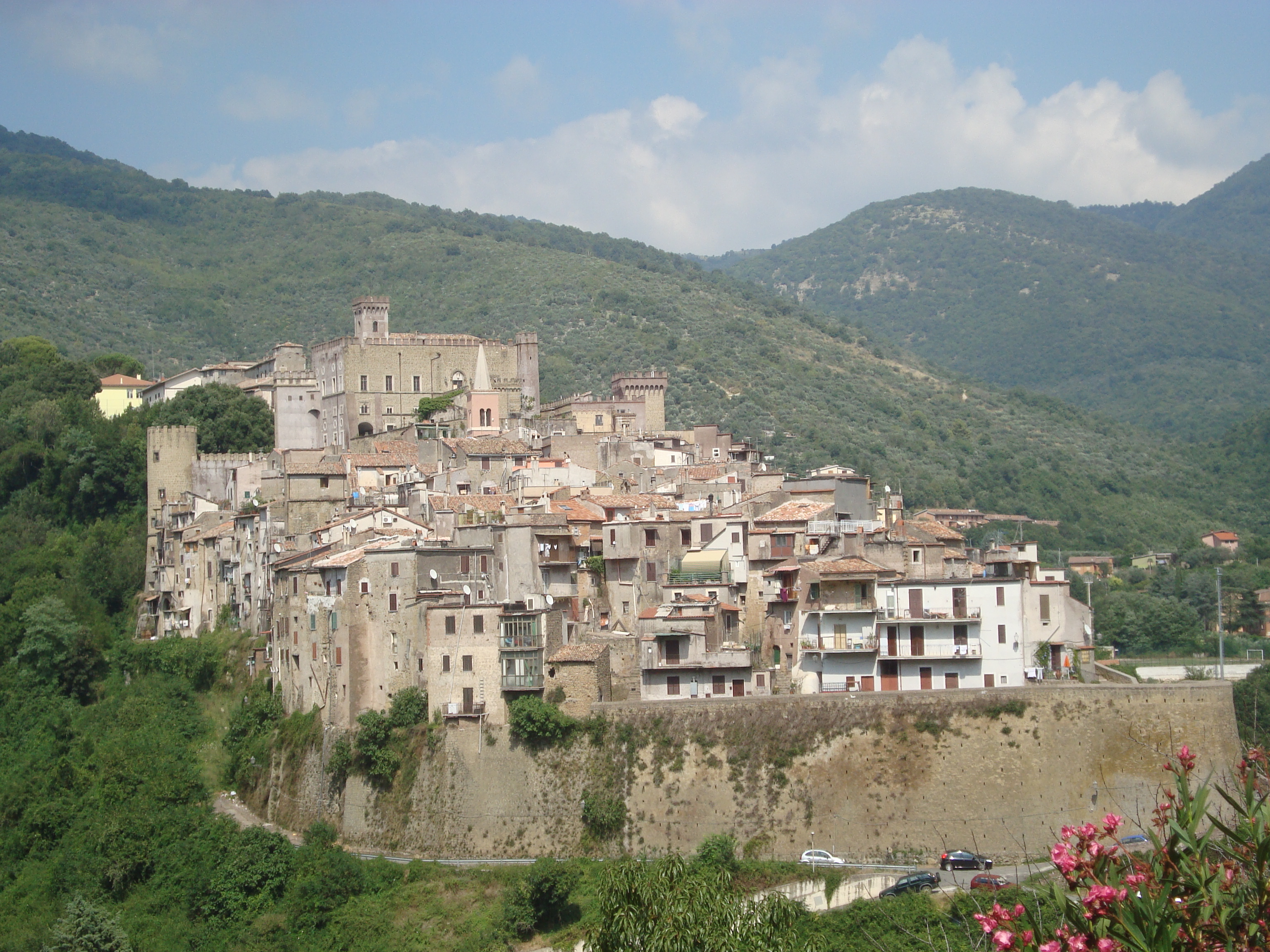
Panorama

- Das ortsbildbestimmende Castello Brancaccio geht bis ins 10. Jahrhundert zurück. Die heutige Bausubstanz stammt vor allem aus dem 16. und 17. Jahrhundert, doch fand zwischen 1889 und 1899 eine umfassende Renovierung mit Errichtung von neuen Bauteilen statt, die Maria Elisabetta Brancaccio finanzierte: Daher bietet die Burg heute den Eindruck eines im Stile des Historismus überarbeiteten Bauwerkes. In einigen Sälen sind Fresken von Taddeo und Federico Zuccari erhalten.
- Die Pfarrkirche San Gregorio Magno wurde 1485 erbaut.
- Das Kloster Santa Maria Nova wurde im 16. Jahrhundert drei Kilometer außerhalb des Ortes von den Franziskanern gegründet, aber 1659 verlassen. 1675 wurde es von den Augustiner-Eremiten übernommen und restauriert.
- Im gesamten Gemeindegebiet sind teilweise imposante Ruinen der Aquädukte der Anio Novus, Anio Vetus, Aqua Claudia und Aqua Marcia erhalten.